# Lynn Vidali
Lynn Marie Vidali, nach Heirat Lynn Marie Gautschi, (* 26. Mai 1952 in San Francisco, Kalifornien) ist eine ehemalige Schwimmerin aus den Vereinigten Staaten, die je eine olympische Silber- und Bronzemedaille gewann.

## Karriere
Lynn Vidali schwamm für den Santa Clara Swim Club. Im Juli 1966 stellte sie in 2:29,0 Minuten einen Weltrekord im 200-Meter-Lagenschwimmen auf, der einen Monat später von ihrer Landsfrau Claudia Kolb unterboten wurde. Bei den Olympischen Spielen 1968 in Mexiko-Stadt trat Vidali im 400-Meter-Lagenschwimmen an. In den Vorläufen schwammen mit Claudia Kolb, Susan Pedersen und Lynn Vidali die drei Schwimmerinnen aus den Vereinigten Staaten die schnellsten Zeiten. Im Finale siegte Kolb mit fast vierzehn Sekunden Vorsprung vor Vidali, die ihrerseits drei Sekunden Vorsprung vor Sabine Steinbach aus der DDR hatte, Pedersen belegte den vierten Platz.
1969, 1970 und 1972 gewann Vidali den Meistertitel der Amateur Athletic Union über 200 Meter Lagen. Bei den Olympischen Spielen 1972 in München schwamm Vidali in drei Disziplinen. Über 200 Meter Lagen erreichte sie das Finale als Vorlaufschnellste. Im Finale siegte die Australierin Shane Gould vor Kornelia Ender aus der DDR. In 2:24,06 Minuten belegte Vidali den dritten Platz und erhielt die Bronzemedaille. Über 400 Meter Lagen kam Vidali mit der viertschnellsten Zeit ins Finale. Im Finale schwamm sie über drei Sekunden langsamer als im Vorlauf und belegte den siebten Platz. Vidali trat auch im 100-Meter-Brustschwimmen an. Als 21. der Vorläufe erreichte sie hier nicht einmal das Halbfinale.
Lynn Vidali studierte zunächst am West Valley College und ging dann auf die San José State University. Sie war dann 34 Jahre als Sportlehrerin und Schwimmtrainerin an einer High School tätig.